# NGC 4788
NGC 4788 este o emission-line galaxy⁠(d) situată în constelația Părul Berenicei. A fost descoperită în 23 aprilie 1865 de către Heinrich Louis d'Arrest. Se află la o distanță de 94,3 de megaparseci de Pământ.